# 大吉祥變菩薩
大吉祥變菩薩（Lakṣmīmahāvidyā），胎藏界曼荼羅觀音院外第三行第六位菩薩，在《不空羂索神變真言經》則稱她為落訖瑟弭菩薩（Lakṣmī）。在《大日經疏》則稱她為吉祥（Lakṣmī）菩薩。

## 梵名意義
「Lakṣmī」是吉祥的意思，也亦名「śrī」;
「Mahāvidyā」是大智慧母、大明母(智慧之光明)的意思，在坦特羅密教的性力派受到崇敬。 
在性力派中女神落訖瑟弭(Lakṣmī)代表「幻力(māyā)」，所以漢譯經軌
將「Lakṣmī」譯為「吉祥變」，密號動用金剛。

## 註腳
1. ↑  大唐天竺三藏菩提流志譯《不空羂索神變真言經》<最上神變解脫壇品第二十四>:「落訖瑟弭菩薩手執蓮華半加趺坐」
2. ↑   施勒伯格著 范晶晶譯. . 北京: 中西書局. 2017.7: 105  [2019-07-19]. ISBN 978-7-5475-0892-3 （中文）.
3. ↑  Lakṣmī作為大明母則稱為Kamalā，及蓮華女神，代表自性清淨。參考 施勒伯格著 范晶晶譯. . 北京: 中西書局. 2017.7: 100  [2019-07-19]. ISBN 978-7-5475-0892-3 （中文）.
4. ↑  在性力派中Lakṣmī作為Vishnu的Śakti，她是將一元的實在經由她的「幻力(māyā)」而將其本身顯現為多元的世界。參考 摩訶提瓦著 林煌洲譯. . 台北市: 東大. 2002: 208. ISBN 957-19-2696-5 （中文）.
5. ↑  佛教普門示現其實與印度教的Īśvarī信仰也有關，參考施勒伯格著 范晶晶譯. . 北京: 中西書局. 2017.7: 89  [2019-07-19]. ISBN 978-7-5475-0892-3 （中文）. 以及薛克翹著. . 北京: 中國大百科全書出版社. 2017.5: 49. ISBN 978-7-5202-0091-2 （中文）.